# Barlowe Borland
Barlowe Borland est un acteur américain né le 6 août 1877 à Greenock (Royaume-Uni), mort le 31 août 1948 à Woodland Hills (États-Unis).

## Filmographie
- 1924 : The Man Who Fights Alone (en) de Wallace Worsley : Mike O'Hara
- 1934 : The Mystery of Mr. X (en) d'Edgar Selwyn : Maître d'hôtel
- 1934 : Quand une femme aime (Riptide) d'Edmund Goulding : Nightingale (majordome d'Hetty)
- 1934 : Vivre et aimer (Sadie McKee) de Clarence Brown : Serviteur de Brennan
- 1934 : Murder in Trinidad de Louis King : Rôle inconnu
- 1934 : L'Espionne Fräulein Doktor (Stamboul Quest) de Sam Wood : Serveur
- 1934 : One More River de James Whale : Barrister
- 1934 : The Little Minister de Richard Wallace : Hayfus « Snecky » Hobart
- 1935 : Folies Bergère de Paris : Homme au montage
- 1935 : Vanessa: Her Love Story (en) William K. Howard : L'homme traitant Benjie de menteur
- 1935 : The Florentine Dagger de Robert Florey : Concierge
- 1935 : Le Mouchard (The Informer) de John Ford : Un homme
- 1935 : Pardon My Scotch (en) de Del Lord : Écossais
- 1935 : La Malle de Singapour (China Seas) de Tay Garnett : Willett, Banque Royal Canada
- 1935 : Orchids to You de William A. Seiter : Conseiller d'administration
- 1935 : Bons pour le service (Bonnie Scotland) de James W. Horne : Rôle inconnu
- 1935 : Grand Exit d'Erle C. Kenton : Crane
- 1935 : Le Marquis de Saint-Évremont (A Tale of Two Cities) de Jack Conway : Jacques ll6 (boutique à vins)
- 1936 : Le Petit Lord Fauntleroy (Little Lord Fauntleroy) de John Cromwell : L'homme à l'église
- 1936 : Murder on a Bridle Path (en) de William Hamilton et Edward Killy : Expert en tuyaux
- 1936 : The Witness Chair (en) de George Nichols Jr. : Mr. O'Neil, le gardien
- 1936 : Les Chemins de la gloire (film, 1936) (The Road to Glory) d'Howard Hawks : Préposé à l'hôpital
- 1936 : Mary Stuart (Mary of Scotland) de John Ford : Juge
- 1936 : Anthony Adverse de Mervyn LeRoy : Préposé au Bonnyfeather
- 1936 : Le Pacte (Lloyd's of London) d'Henry King : Joshua Lamb
- 1936 : L'Appel de la folie (College Holiday) de Frank Tuttle : Sour Puss
- 1937 : Murder Goes to College de Charles Reisner : Dean Wilfred Everett Olney
- 1937 : Le destin se joue la nuit (History Is Made at Night) de Frank Borzage : Clumsy, serveur au Cesare
- 1937 : Le Chant du printemps (Maytime) de Robert Z. Leonard : Stagiaire portier
- 1937 : L'Homme qui terrorisait New York (King of Gamblers) de Robert Florey : Mr. Parker
- 1937 : Night of Mystery (en) d'Ewald André Dupont : Médecin légiste
- 1937 : Forlorn River (en) de Charles Barton : « Dad », le caissier de la banque
- 1937 : Le Secret des chandeliers (The Emperor's Candlesticks) de George Fitzmaurice : Enchérisseur de 700£
- 1937 : La Vie facile (Easy Living) de Mitchell Leisen : Mr. Gurney
- 1937 : Blonde Trouble (en) de George Archainbaud : Goebel
- 1937 : Sophie Lang s'évade (Sophie Lang Goes West) de Charles Reisner : Archie Banks
- 1937 : Thunder Trail (en) de Charles Barton : Jim Morgan
- 1937 : Night Club Scandal de Ralph Murphy : Dr Sully
- 1937 : Une nation en marche (Wells Fargo) de Frank Lloyd : Passager écossais
- 1938 : Les Flibustiers (The Buccaneer) de Cecil B. DeMille : Serviteur de Dolly Madison
- 1938 : Dangerous to Know de Robert Florey : Majordome
- 1938 : La Huitième Femme de Barbe-Bleue (Bluebeard's Eighth Wife) de Ernst Lubitsch : Oncle Fernandel
- 1938 : Tip-Off Girls de Louis King : Blacky
- 1938 : College Swing de Raoul Walsh : Dean
- 1938 : Freshman Year (en) de Frank McDonald : Prof. Harrison
- 1938 : Gun Packer de Wallace Fox : Professeur Angel
- 1938 : La P'tite d'en bas (The Girl Downstairs) de Norman Taurog : Employé du poste de police
- 1939 : King of the Turf (en) d'Alfred E. Green : Pawnbroker
- 1939 : Le Chien des Baskerville (The Hound of the Baskervilles) de Sidney Lanfield : Mr. Frankland
- 1939 : They Asked for It de Frank McDonald : Juge
- 1939 : Nous irons à Paris (Good Girls Go to Paris) d'Alexander Hall : Chambers
- 1939 : The Witness Vanishes de Otis Garrett : Lucus Marplay
- 1939 : Un jour au cirque (At the Circus) d'Edward Buzzell : Thorndyke
- 1939 : Les Maîtres de la mer (Rulers of the Sea) de Frank Lloyd : Magistrat
- 1939 : Nous ne sommes pas seuls (We Are Not Alone) d'Edmund Goulding : Tom Briggs
- 1940 : Le Gangster de Chicago (The Earl of Chicago) de Richard Thorpe : Fingal
- 1940 : Tom Brown's School Days (en) de Robert Stevenson : Le vieux Grimey
- 1940 : Orgueil et Préjugés (Pride and Prejudice) de Robert Z. Leonard : Dr MacIntosh
- 1941 : Shining Victory d'Irving Rapper : vieux malade dessinant
- 1941 : Ellery Queen and the Murder Ring de James P. Hogan : Martin (majordome)
- 1942 : Danse autour de la vie (We Were Dancing) de Robert Z. Leonard : McDonough